# European Football League (1986)
European Football League 1986 – pierwsza edycja European Football League, najbardziej prestiżowego turnieju europejskiego, w klubowym futbolu amerykańskim.
Turniej, w którym udział wzięło 8 drużyn, rozegrany został w Holandii. W finale rozegranym na Stadionie Olimpijskim w Amsterdamie, fińska drużyna TAFT Vantaa pokonała przedstawiciela Włoch – drużynę Bologna Doves 20-16.

## Wyniki
| Data      | Faza              | Zwycięzca        | Przegrany          | Wynik |
| --------- | ----------------- | ---------------- | ------------------ | ----- |
| 22.2.1986 | kwalifikacje      | Birmingham Bulls | Leicester Panthers | 32-18 |
| 9.8.1986  | ćwierćfinał       | Amsterdam Rams   | Salzburg Lions     | 41-0  |
| 9.8.1986  | ćwierćfinał       | TAFT Vantaa      | Lugano Seagulls    | 61-0  |
| 10.8.1986 | ćwierćfinał       | Birmingham Bulls | Ansbach Grizzlies  | 29-18 |
| 10.8.1986 | ćwierćfinał       | Bologna Doves    | Paris Jets         | 44-0  |
| 13.8.1986 | półfinał          | Bologna Doves    | Birmingham Bulls   | 40-7  |
| 13.8.1986 | półfinał          | TAFT Vantaa      | Amsterdam Rams     | 67-6  |
| ?.8.1986  | mecz o 3. miejsce | Birmingham Bulls | Amsterdam Rams     | 21-0  |
| 16.8.1986 | Eurobowl I        | TAFT Vantaa      | Bologna Doves      | 20-16 |